# Nikola Prkačin
Nikola Prkačin (Ragusa, 15 novembre 1975) è un ex cestista croato.
Alto 208 cm per 110 kg, giocava come ala.

## Carriera
Con la Croazia ha disputato i Giochi olimpici di Pechino 2008 e sette edizioni dei Campionati europei (1997, 1999, 2001, 2003, 2005, 2007, 2009).

## Palmarès
- Campionato turco: 2

Efes Pilsen: 2003-04, 2004-05
- Campionato greco: 1

Panathinaikos: 2007-08
- Campionato croato: 1

Cibona Zagabria: 2008-09
- Coppa di Croazia: 5

Spalato: 1997
Cibona Zagabria: 1999, 2001, 2002, 2009
- Coppa di Turchia: 2

Efes Pilsen: 2005-06, 2006-07
- Coppa di Grecia: 1

Panathinaikos:	2007-08